# 阿本古鲁

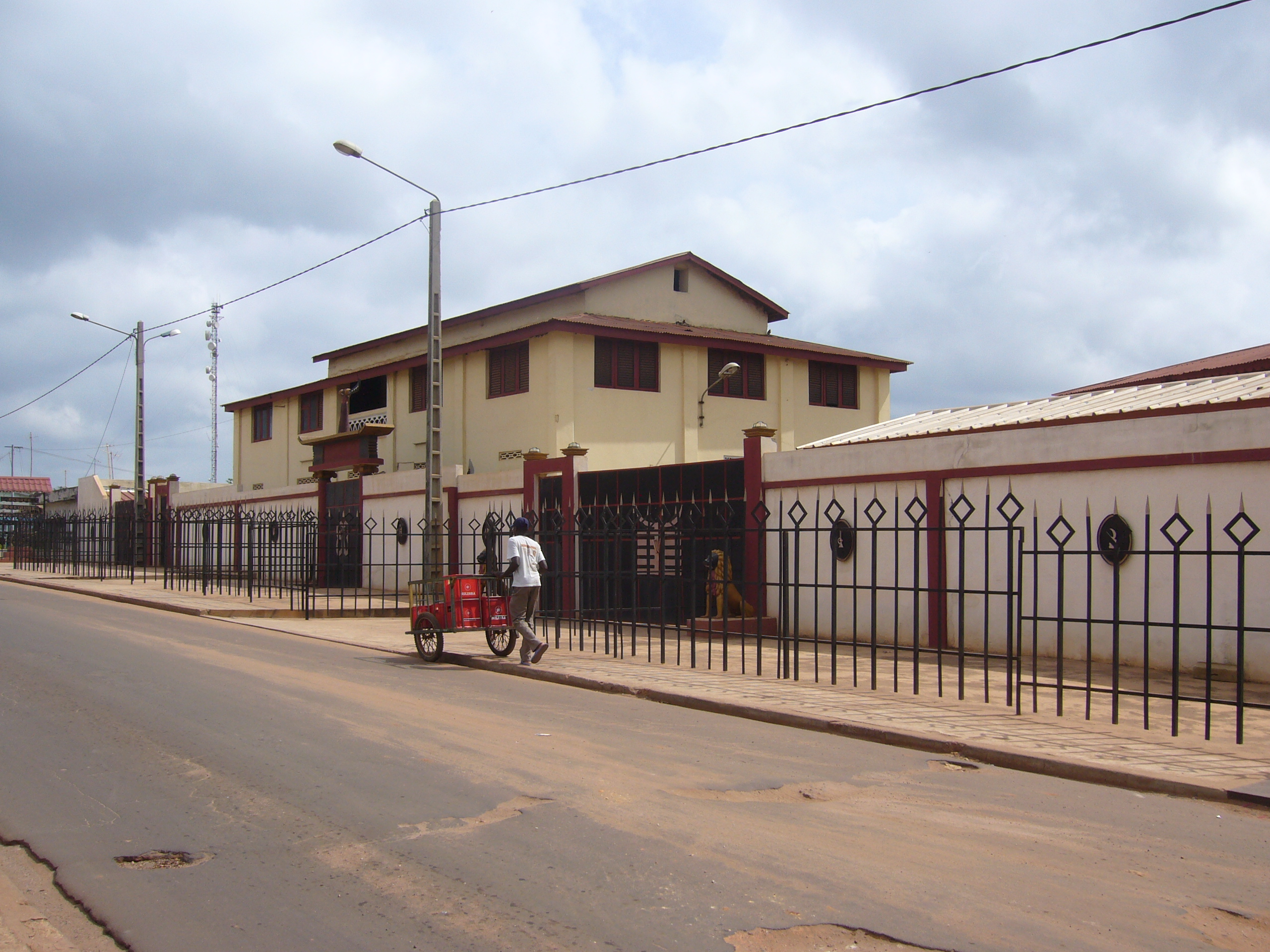
阿朋固羅的法院

阿本古鲁是科特迪瓦中科莫埃大区阿本古鲁省的一座城市，也是大区和省的首府，人口105,000人（2004年）。